# Fiesso d'Artico
Fiesso d'Artico är en ort och kommun i storstadsregionen Venedig, innan 2015 provinsen Venedig, i regionen Veneto i Italien. Kommunen hade 8 437 invånare (2018).